# Лиддел Гарт, Бэзил Генри
Сэр Бэзил Генри Лиддел Гарт (31 октября 1895, Париж — 29 января 1970, Марлоу, Бакингемшир) до посвящения в рыцари известный как капитан Б. Г. Лиддел Гарт — английский военный историк и теоретик, оказавший большое влияние на развитие механизированной войны в XX веке, а также на теорию стратегии в целом. Лиддел — это девичья фамилия его матери, он стал использовать её как часть своей фамилии с 1921 года.

## Биография
Лиддел Гарт родился в Париже, в семье английского методистского священника. Учился в Кембридже. Поступил на службу в полк Королевской Йоркширской лёгкой пехоты.
Служил офицером в британской армии во время первой мировой войны, был свидетелем позиционной войны. Участвовал в битве на Сомме, был отмечен за храбрость. В следующие несколько лет он исследовал и анализировал причины столь высоких человеческих потерь и разрабатывал принципы, лежащие в основе хорошей стратегии — принципы, которые, по его словам, игнорировались всеми военачальниками первой мировой войны.
Лиддел Гарт ушёл в отставку в чине капитана в 1927 году (после того, как в 1923 году его перевели на половинную занятость из-за двух сердечных приступов в 1921 и 1922, вероятно, ставших последствиями перенесённой во время войны газовой атаки) и продолжил свою карьеру как писатель. То, что он продолжал использовать своё звание, сильно злило высокопоставленных военных, так как подобное считалось дурным тоном для офицеров чином ниже майора.
Вначале он был военным и спортивным (теннис) обозревателем в различных английских газетах, это продолжалось до второй мировой войны. Далее он начал публиковать военные очерки и биографии великих полководцев, которые по его мысли, были великими именно потому, что обладали хорошим пониманием стратегии. Среди них были Сципион Африканский, генерал Уильям Шерман и Томас Лоуренс. Вскоре после войны он взял интервью у многих немецких генералов и опубликовал их в книгах «Другая сторона холма» (английское издание) и «Немецкие генералы рассказывают» (сокращенное издание в США). Позже он убедил семью фельдмаршала Роммеля разрешить обработать его уцелевшие дневники и опубликовал их в 1953 как псевдомемуары под названием «Записки Роммеля».
Бэзил Лиддел Гарт был посвящён в рыцари в 1966 году.
После его смерти Алекс Данчев в сотрудничестве с его вдовой написал посмертную биографию — «Алхимик войны: Жизнь Бэзила Лиддел Гарта».

## Вклад в военную теорию
Он свёл свои принципы, обозначаемые выражением непрямые действия, к двум основным правилам:
- Прямая атака на противника, занявшего укреплённую позицию, практически никогда не даёт результата и применяться не должна.
- Чтобы победить противника, его надо вывести из равновесия, что не может быть достигнуто основной атакой, однако должно быть сделано, чтобы основная атака увенчалась успехом.

Лиддел Гарт писал:

В стратегии длинный обходной путь часто оказывается самым коротким; прямое наступление истощает нападающего и уплотняет оборону защитника, тогда как непрямой подход ослабляет защищающегося, выводя его из равновесия.

Глубочайшая правда войны состоит в том, что исход битвы решается в умах военачальников, а не в телах их воинов.

Таким образом, победы можно достичь, если держать противника в неуверенности в своём понимании ситуации и твоих намерений, а также делать то, чего он не ожидает и к чему не готов.
Лиддел Гарт утверждал, что не следует применять жёсткую стратегию мощных прямых ударов или фиксированных оборонительных позиций. Вместо этого надлежит использовать мобильные подразделения, передвигающиеся и действующие в соответствии с доктриной непрямых действий. Позднее он приводил северо-африканскую кампанию Роммеля как классический пример использования этой теории.
К своим выводам он пришёл, изучая методы и победы великих стратегов прошлого (особенно Сунь Цзы, Наполеона и Велизария) Он считал, что непрямые действия — общий элемент в стратегии тех, кого он изучал. Лиддел Гарт также утверждал, что стратегия непрямых действий может быть применена и в бизнесе, и в человеческих отношениях.
Он начал публиковать свои теории в 1920-х годах в популярной прессе, и впоследствии обнаружил, что его или похожие разработки были положены нацистской Германией в основу тактики блицкрига. Очень интересовался ролью танков в будущей войне, пристально следил за многочисленными британскими экспериментами межвоенного периода в этой отрасли и анализировал их результаты в своих статьях; при этом, как ни странно, видел в танках лишь средство решения тактических задач.
В мемуарах Гудериана об этом сказано так: «Я достал необходимую литературу и начал её штудировать. Это были преимущественно английские статьи и книги Фуллера, Лиддл Гарта и Мартеля, которые меня чрезвычайно заинтересовали и обогатили мою фантазию. Эти дальновидные специалисты уже в тот период хотели превратить бронетанковые войска в нечто более значительное, чем вспомогательный род войск для пехоты. Они ставили танк в центр начинающейся моторизации нашей эпохи и являлись, таким образом, крупными новаторами в области разработки современных методов ведения войны.» (Г. Гудериан, «Воспоминания солдата», гл. 2).

## Труды
- Внезапная атака танков у Камбрэ. Пер. О. А. Зелениной. // Военный зарубежник, 1933, № 8. — С. 47-53.
- Правда о войне 1914—1918 гг. Пер. с англ. О. Триэль. — М.: Гос. воен. изд., 1935. — 412 стр.
- Правда о Первой мировой. — М.: Эксмо, 2009. — 480 с. — (Перелом истории). — 4300 экз. — ISBN 978-5-699-36036-9.

- Лиддел Гарт Б. Г. [militera.lib.ru/science/liddel_hart1/index.html Энциклопедия военного искусства. = Стратегия непрямых действий] = ред. С. Переслегин. — М., СПб: АСТ, Терра Фантастика, 2003. — 656 с. — (Военно-историческая библиотека). — 5100 экз. — ISBN 5-17-017435-7.
- [militera.lib.ru/h/liddel-hart/ Вторая мировая война]. Дата обращения: 5 июля 2009.
- [militera.lib.ru/bio/liddel-hart2/ Полковник Лоуренс. Биография]. Дата обращения: 5 июля 2009.
- Б. Лиддел Гарт. Устрашение или оборона? — М.: Военное издательство Министерства обороны СССР, 1962.